# TOCA Touring Car Championship
ToCA Touring Car Championship – gra komputerowa o tematyce wyścigów samochodowych stworzona przez firmę Codemasters Software.

## Rozgrywka
- Trzy tryby gry[2].
- 16 światowej sławy kierowców[2].
- Trasy takie jak: Donington, Silverstone, Thruxton, Brands Hatch, Oulton Park, Croft, Knockhill i Snetterton[2].
- Tryb gry wieloosobowej[2].

### Samochody
Źródło:
- Honda Accord
- Audi A4
- Vauxhall Vectra (w Europie znany jako Opel Vectra)
- Volvo S40
- Ford Mondeo
- Nissan Primera
- Peugeot 406
- Renault Laguna